# هجوم كنيسة ساذرلاند سبرينغ (تكساس)
هجوم كنيسة ساذرلاند سبرينغ هو هجوم إطلاق نار جماعي على كنيسة معمدانية في منطقة فردية من ساذرلاند، تكساس بالولايات المتحدة حوالي 35 ميل (56 كـم) شرق مدينة سان أنطونيو وذلك في نهاية صباح يوم 5 نوفمبر عام 2017. أسفر هذا الهجوم عن مقتل 26 شخصا وإصابة 30 آخرين، وقد تم التعرف على الجاني في وقت لاحق، ويعد هذا الهجوم الأكثر دموية من ناحية إطلاق النار في دور عبادة متجاوزا بذلك مجزرة إطلاق النار في كنيسة تشارلستون سنة 2015.

## إطلاق النار
في حوالي الساعة 11:20 صباحا  من توقيت أمريكا الشمالية، قام رجل يرتدي قميصا طويلا أسود اللون ويحمل معه بندقية نصف آلية بالخروج من سيارة في محطة وقود عبر الشارع الذي يوصل إلى كنيسة ساذرلاند وبدأ على الفور بإطلاق النار في اتجاه الكنيسة. بعد عبوره الشارع، اقترب من المبنى من جهته اليمنى في حين واصل اطلاق النار إلى أن اقتحم الداخل وهو مستمر في إطلاق النار ببندقيته. وقد أكد مسؤولي إنفاذ القانون أنه كان يحمل بندقية AR-15، وأنه كان يقوم بإطلاق الرصاص بشكل عشوائي حسب ما أكده بعض من الشهود.
غادر المسلح الكنيسة المحلية وهو يحمل معه البندقية، لكن على ما يبدو فقد كان مصابا وسرعان ما دخل السيارة وانطلق بسرعة عالية لمدة خمس إلى سبع دقائق، ثم فجأة فقد السيطرة على سيارته ليصطدم بالطريق المجاورة لمقاطعة غوادالوبي،  بالقرب من مدينة نيو برلين. وقد لوحظ هذا المشهد من قبل رجلان، لتصل الشرطة فيما بعد وتسيطر على الأمور. وقد وُجد المسلح ميتا في سيارته جراء طلق ناري، ولم يتضح للشرطة فيما إذا كان قد أصاب نفسه أم أن هناك شخص آخر قام بقتله.
لم يكشف وكلاء مكتب التحقيقات الفيدرالي (FBI) الموجودين في سان أنطونيو، جنبا إلى جنب مع وكلاء من مكتب الكحول والتبغ والأسلحة النارية والمتفجرات عن دوافع هذا الهجوم أو شيء من هذا القبيل.

## الضحايا
أسفر الهجوم عن مقتل ستة وعشرون شخصا وإصابة 20 آخرون بجروح متفاوتة الخطورة. من بين الضحايا، توفي 23 داخل الكنيسة واثنان آخران خارجها فيما فارق آخر الحياة في المستشفى. وقد تراوحت أعمار الضحايا ما بين 5 سنوات و72 سنة. هذا وتجدر الإشارة إلى أن يوم الأحد هو يوم خاص للمسيحيين حيث عادة ما يحضره ما يقرب من 50 شخصا، وقد قُتل العديد من الأطفال في هذا الهجوم؛ واحد منهم لم يتجاوز سن الرابعة عشر عاما وهو ابن قس الكنيسة فرانك هذا بالإضافة إلى امرأة حامل.
تم نقل الضحايا إلى المستشفى الطبي كونالي في فلورسفيل، ليتم نقل بعضهم في وقت لاحق إلى مستشفى جامعة سان أنطونيو، وآخرون إلى المستشفى العسكري الطبي بروك في فورت سام هيوستن.

## الجاني
تم تحديد الجاني وهو شاب يبلغ من العمر 26 عامًا ويدعى ديفين باتريك كيلي،  وقد تم وصفه من قبل الشرطة على أنه «شاب أبيض»، وبعد التحقيقات تبين أن كيلي كان يعمل في سلاح الجو الأمريكي وقد اشتغل في مجال الخدمات اللوجستية في قاعدة هولمان في نيو مكسيكو في الفترة ما بين 2009 حتى عام 2014. وكان ديفين قد واجه حكم السجن لمدة سنتين في عام 2012 حسب ما صرحت به المحكمة العسكرية وذلك بسبب اعتدائه على زوجته وطفلها حسب المادة 128 من القانون الأمريكي، وقد تم تخفيض عقوبته إلى 12 شهرا فقط، ليقال بعد ذلك (سنة 2014) بسبب التصرف السيئ.
يقطن كيلي في إقامة تقع في نيو براونفيلز، تكساس وهي تبعد بحوالي 35 ميل (56 كـم) بالسيارة من كنيسة ساذرلاند. وقد كان متزوجا في نيسان/أبريل 2011، لكنه سرعان ما انفصل عن زوجته بحلول شهر تشرين الأول/أكتوبر من العام 2012. أما والدته فتسكن في إحدى الأحياء القريبة من مكان وقوع الهجوم، وبحسب تقارير إخبارية، فقد يكون لكيلي صلة شخصية مع واحد أو أكثر من الأشخاص في الكنيسة التي استهدفها.
ووفقا للعديد من التقارير في وسائل الإعلام، فإن ديفين كيلي قد عمل في بارك شليتيرباهن (بالإنجليزية:  Schlitterbahn)‏، وكان حاصلا على رخصة من قبل قسم السلامة العامة في تكساس كحارس أمن.
وفي 29 تشرين الأول، أي قبل أسبوع واحد من إطلاق النار، كان قد نشر صورة البندقية التي نفذ بها الهجوم على حسابه في موقع التواصل الاجتماعي فيسبوك.
قال شخص كان يعرف كيلي في المدرسة الثانوية أنَّ ديفين باتريك كيلي «حاول أن يبشر بالإلحاد» وكان يصف الناس الذين يؤمنون بالله بأنه «بالأغبياء». كان كيلي يتردد على الكنيسة المعمدانية الأولى في كينغزفيل في تكساس، جنوب ساذرلاند سبرينغس، من مايو إلى يونيو من عام 2014، وتطوع للمشاركة في يوم واحد من مدرسة عطلة الكتاب المقدس. ثم بدأ النشر عن الإلحاد عبر الإنترنت بعد التخلي عن دروس الكتاب المقدس.

## ردود الفعل
غرد رئيس الولايات المتحدة دونالد ترامب عبر تويتر من اليابان في وقت الهجوم قائلا: 
 وقد رفض ترامب إلقاء اللوم على مشكلة انتشار البنادق والأسلحة في أمريكا قائلا:
وقد رد كل من حاكم ولاية تكساس غريغ أبوت، والنائب العام للولاية كين باكستون، بالإضافة إلى أعضاء من مجلس الشيوخ الأمريكي على غرار جون كورنين وتيد كروز على تغريدات ترامب وتفاعلوا معها.
في وقت لاحق من اليوم، اقترح باكستون في مقابلة تلفزيونية له أنه وجب على الكنائس أن توظف حراس أمن مسلحين، أو على الأقل أن تقوم بحماية المصلين من مشكلة إطلاق النار داخلها، مشيرا في الوقت ذاته إلى أن هذا الحادث لن يتكرر مرة أخرى.